# 티에리 뇌비크
티에리 뇌비크(Thierry Neuvic, 1970년 8월 3일 ~ )는 프랑스의 배우이다.

## 배우 출연
- 히어애프터
- 셜록 홈즈: 그림자 게임 - 끌로드 라바체 역
- 벨과 세바스찬, 계속되는 모험
- 위 아 패밀리